# Žena u medijima
Sve veće isticanje ženskog pitanja, emancipacija žena i kućanstva nužno dovodi i u političkoj sferi do pojave feminističkog pokreta. Ovaj društveni proces je prema tome bio uzrokom što se krajem 19. st. pojavljuje „žensko novinarstvo“ kojemu je cilj da se adekvatnije zadovolje specifične potrebe ženskog čitateljstva.Tri su etape zamjetljive u razvoju toga novinarstva. U prvoj etapi su to novine u kojima su muškarci nudili ženama upute kako da žive, što da rade, kako da se ponašaju, odgajaju djecu i budu dobre supruge u skladu s vjerskim doktrinama. U drugoj etapi žene preuzimaju te listove i daju im biljeg feminističke borbe za emancipaciju žena; tada se „žensko novinarstvo“ politizira i oslanja na lijeve političke struje. Danas, u doba planetarnog marketinga, razvija se novi tip ženskog novinarstva u kojem se žena počinje nuditi na tržištu kao specifična roba za uveseljavanje, razonodu, esteticizam i potvrđivanje hedonostičkog svjetonazora.

## Pravo glasa za žene
Žensko pravo glasa izraz je kojim se danas označava u svijetu uglavnom prihvaćeni koncept prema kojem muškarci i žene imaju jednako pravo glasa, odnosno da je opće pravo glasa, a s njime i moderni koncept demokracije nezamisliv ako ne uključuje ravnopravnost muškaraca i žena na biralištima.
U povijesnom kontekstu taj se izraz odnosi na feministički pokret "Žensko pravo glasa" koji se pojavio u zapadnim industrijskim državama u 19. stoljeću i proširio u 20. stoljeću. Od tih pokreta najpoznatije su bile sufražetkinje, a današnji feministički povjesničari smještaju ga u tzv. feminizam prvog vala.
Danas je žensko pravo glasa prihvaćeno u gotovo svim državama svijeta. Jedini izuzetak predstavljaju određene zemlje, gdje se ženama ne daje pravo glasa iz vjerskih razloga.
Državljanke Hrvatske su u okviru Jugoslavije dobile pravo glasa 11. kolovoza 1945.

## Uloga žene u medijima
Rezultati istraživanja, koja su se u zadnjih deset godina bavila položajem žena u medijima, pokazala su da se taj položaj nije bitno promijenio, nego da je i dalje loš te da su žene gotovo nevidljive u udarnim terminima, a žene novinarke, iako ih je sve više, i dalje slabo zastupljene na razinama odlučivanja.Prof. Leinert-Novosel navodi kako su žene gotovo nevidljive u udarnim terminima i ozbiljnim temama koje najviše zanimaju publiku, a najzastupljenije su u popodnevnim emisijama, vezanim uz teme o obitelji te druge tzv. lake sadržaje pa smatra da je u nas odnos prema ženama u medijima još tradicionalan i neprimjeren.
Istraživanje Matice hrvatske pokazalo je da su 2009. na HTV-u izjave žena o nekom pitanju bile zastupljene sa samo 16,5 posto, na Novoj TV 21,8, a na RTL-u 21,4 posto.

## Otpor seksističkim prikazima žene u medijima
Kreatori naših medija ženama daju sve manju društvenu vrijednost, svode ih na njihovu reproduktivnu funkciju i fizički izgled idealizirajući atribute ženske ljepote, plodnosti, posvećenosti domaćinskim poslovima. Interese žena u javnoj sferi preusmjeravaju na njihova tijela kao majki ili seksualnih objekata. Stvarna ženska iskustva, vrijednosti, profesionalni uspjesi ostaju nevidljivi za medijske publike.
Takvo stereotipno prikazivanje u oglašavanju i u medijima ugrožava ne samo ljudsko dostojanstvo žena i muškaraca već i uspostavljanje načela rodne ravnopravnosti i jednakih mogućnosti u privatnoj i javnoj sferi. Više od desetljeća upornog feminističkog reagiranja, osvještavanja, educiranja o neprihvatljivosti diskriminacije žena u medijima postupno mijenja okoštale društvene obrasce. Žene su prekinule “rječitu šutnju” i djeluju institucionalno i individualno. Institucionalno su se izborile za osnivanje Povjerenstva za medije (2006) i osigurale da država, po prvi puta, financira medijske sadržaje za promicanje ravnopravnosti spolova (srpanj, 2007).

## Zaključak
Borba za ravnopravnost žena koja se stoljećima vodila diljem svijeta još nije gotova. U usporedbi s nekim ranijim vremenima, možemo reći kako se napravio određeni pomak, no ipak nedovoljno da bi se eliminirala riječ diskriminacija. Za lošu poziciju žena u medijima uglavnom se okrivljuju upravo žene koje su nedovoljno glasne, no kada se oglase bivaju demantirane i napadnute sa svih strana.
Preporuča se omogućavanje prava ženskim udrugama na pokretanje sudskih postupaka protiv degradirajućih reklama, te osnaživanje samo-regulativnih mehanizama za uspostavu standarda i pozitivne prakse oglašavanja, kao i da se poduzmu inicijative za poticanje kritičkih analiza i građenja stavova o oglašavanju.